# Aéroport de Matagami
L'aéroport de Matagami est un aéroport situé au Québec, au Canada.